# 효자 정신비
효자 정신비는 충청남도 아산시 풍기동에 있다. 2014년 3월 25일 아산시의 향토문화유산 제호로 지정되었다.

## 개요
처음 바위에 글을 새겼던 부분은 마모되어 확인할 수 없으나 이후 새로이 글을 새겼으며 내용은 다음과 같습니다.'天感其誠 孝子鄭信碑 霹巖賜銀'  『온양시지』에서 벼락바위에 대한 내용을 확인할 수 있으나 실제로 언제 금석문이 최초로 새겨졌는지는 알 수 없다. 비록 바위에 처음 명문이 새겨진 시기는 정확히 알 수 없으나 이 바위를 통해 효의 의미를 되새기고 자라나는 청소년들의 교육의 장으로 활용한다면 역사·문화적 활용의 가치가 높다고  판단된다.